# Liste der denkmalgeschützten Objekte in Ellbögen
Die Liste der denkmalgeschützten Objekte in Ellbögen enthält die 14 denkmalgeschützten, unbeweglichen Objekte der Gemeinde Ellbögen.

## Denkmäler
| Foto |                 | Denkmal                                                                                        | Standort                                        | Beschreibung | Metadaten |
| ---- | --------------- | ---------------------------------------------------------------------------------------------- | ----------------------------------------------- | --- | --- |
| ja   | Datei hochladen | Ortskapelle Erlach HERIS-ID: 94938 Objekt-ID: 110147 TKK: 19448                                | nördlich Erlach 100a Standort KG: Ellbögen      | Die große gemauerte Kapelle mit Rundapsis stammt aus dem 19. Jahrhundert. Der Bau weist einen quadratischen Giebelreiter und je ein rundbogiges Zwillingsfenster an den Längsseiten auf. Der Innenraum besteht aus einem einjochigen Schiff mit Hängekuppel auf Eckpilastern. | BDA-Hist.: Q37765405 Status: § 2a Stand der BDA-Liste: 2025-06-30 Name: Ortskapelle Erlach GstNr.: .157 Erlachkapelle, Ellbögen                    |
| ja   | Datei hochladen | Gassler-Mühle HERIS-ID: 95164 Objekt-ID: 110444 TKK: 2114                                      | östlich Innerellbögen 88 Standort KG: Ellbögen  | Die eingängige Getreidemühle am rechten Ufer des Falggasanerbaches wurde 1868 von Josef Strickner errichtet und war als Interessentschaftsmühle von 13 Miteigentümern bis etwa Mitte der 1950er Jahre in Betrieb. Das Gebäude wurde als eingeschoßiger Kantblockbau mit Kopfstrickverband unter flachem Satteldach mit Bundwerkgiebel aufgeführt. In der Südecke wurde ein Aufenthaltsraum in Ständerkonstruktion eingebaut und an den beiden außenseitigen Wänden verputzt. Die technischen Elemente des Mahlganges sind zum Großteil erhalten, der Antrieb erfolgte über ein oberschlächtiges Zellenschaufelrad in einer überdachten Radstube. Das Betriebswasser wurde vom Bach in ein Erdgerinne ausgeleitet und über einen Sandkasten mit anschließendem Holzgerinne und schwenkbarer Schussrinne auf das Wasserrad geführt. | BDA-Hist.: Q37765731 Status: § 2a Stand der BDA-Liste: 2025-06-30 Name: Gassler-Mühle GstNr.: .105 Ellbögen, Gassler-Mühle                         |
| ja   | Datei hochladen | Hinterlocher-Mühle HERIS-ID: 95165 Objekt-ID: 110445 TKK: 52992                                | östlich Innerellbögen 212 Standort KG: Ellbögen | Die eingängige Getreidemühle am rechten Ufer des Falggasanerbaches wurde vermutlich 1738 errichtet, war bis 1951 in Betrieb und gehörte zu elf Höfen, sie ist heute eine Schaumühle. Das gemauerte Gebäude mit Schindeldach beherbergt im Inneren neben einem Aufenthaltsraum auf einer Bühne den Mahlgang. Das Betriebswasser wird vom Bach über ein auf hohen Böcken gelagertes Holzkastengerinne und eine steile, gehackte Schussrinne auf das oberschlächtige Wasserrad geleitet. | BDA-Hist.: Q37765742 Status: § 2a Stand der BDA-Liste: 2025-06-30 Name: Hinterlocher-Mühle GstNr.: .104 Hinterlocher-Mühle, Ellbögen               |
| ja   | Datei hochladen | Viggarer Lourdeskapelle HERIS-ID: 94945 Objekt-ID: 110155 TKK: 52965                           | Mühltal Standort KG: Ellbögen                   | Die turmlose, halbrund geschlossene Kapelle mit Putzgliederung wurde um 1911 erbaut. Der tonnengewölbte Innenraum ist mit Pilastern gegliedert und beherbergt eine Lourdesgrotte. | BDA-Hist.: Q37765416 Status: § 2a Stand der BDA-Liste: 2025-06-30 Name: Viggarer Lourdeskapelle GstNr.: .219 Viggarer Lourdeskapelle               |
| ja   | Datei hochladen | Mühle, Bauernmühle HERIS-ID: 109536 Objekt-ID: 127168 TKK: 70469                               | bei Mühltal 35 Standort KG: Ellbögen            | Die eingängige Getreidemühle Breiheisler am rechten Ufer des Mühltaler Baches wurde vermutlich im 19. Jahrhundert errichtet. Das gemauerte Gebäude über rechteckigem Grundriss weist ein flaches Satteldach mit hölzernen Bundwerkgiebeln, eine unregelmäßige Achsenanordnung und Reste einer Putzgliederung an den Gebäudekanten und Maueröffnungen auf. | BDA-Hist.: Q37815155 Status: § 2a Stand der BDA-Liste: 2025-06-30 Name: Mühle, Bauernmühle GstNr.: .33 Ellbögen, Mühle Breiheisler                 |
| ja   | Datei hochladen | Römerstein HERIS-ID: 95108 Objekt-ID: 110336 TKK:                                              | Niederstraße Standort KG: Ellbögen              | | BDA-Hist.: Q37765642 Status: § 2a Stand der BDA-Liste: 2025-06-30 Name: Römerstein GstNr.: 708                                                     |
| ja   | Datei hochladen | Hofkapelle, Neuwirt-Kapelle HERIS-ID: 39049 Objekt-ID: 38754 TKK: 52962                        | bei Niederstraße 119 Standort KG: Ellbögen      | Die kleine einjochig gemauerte Kapelle mit dreiseitig schließendem Chor, Giebeldach und Rundbogenfenstern wurde in der zweiten Hälfte des 17. Jahrhunderts errichtet. Im Inneren weist sie ein Tonnengewölbe mit Stichkappen, Felderstuck und Wandbilder der hll. Antonius von Padua und Franz von Assisi aus der Erbauungszeit auf. | BDA-Hist.: Q37986688 Status: Bescheid Stand der BDA-Liste: 2025-06-30 Name: Hofkapelle, Neuwirt-Kapelle GstNr.: 492/2                              |
| ja   | Datei hochladen | Figurer-Kapelle HERIS-ID: 94952 Objekt-ID: 110163 TKK: 52967                                   | östlich Niederstraße 216a Standort KG: Ellbögen | Die Kapelle wurde 1989 anstelle eines desolaten Vorgängerbaus aus dem 19. Jahrhundert errichtet. Die einfache, kleine gemauerte Wegkapelle mit Satteldach weist einen geraden Chorschluss und eine schlichte Putzgliederung, im Inneren ein Kreuzgewölbe auf. | BDA-Hist.: Q37765450 Status: § 2a Stand der BDA-Liste: 2025-06-30 Name: Figurer-Kapelle GstNr.: 477/1                                              |
| ja   | Datei hochladen | Fuchsen-Kapelle, Oberbichler HERIS-ID: 55332 Objekt-ID: 63953 TKK: 52966                       | bei Oberellbögen 78 Standort KG: Ellbögen       | Die gotisierende, zweijochige Kapelle aus der Mitte des 17. Jahrhunderts ist in den Hang gebaut. Sie ist durch ein Rundbogenportal, Rundbogenfenster und einen massiven Giebelreiter mit Pyramidenhelm gegliedert. Im Giebelfeld befindet sich eine Sonnenuhr über einem rundbogigen Schallfenster. Das Innere weist eine Stichkappentonne, stuckierte Chor- und Schildbögen sowie Pilaster auf. | BDA-Hist.: Q38064751 Status: § 2a Stand der BDA-Liste: 2025-06-30 Name: Fuchsen-Kapelle, Oberbichler GstNr.: .92                                   |
| ja   | Datei hochladen | Widum HERIS-ID: 55333 Objekt-ID: 63954 TKK: 52961                                              | St. Peter 22 Standort KG: Ellbögen              | Der zweigeschoßige, rechteckige Bau mit Walmdach wurde 1787–1788 nach Plänen von Josef Kienast dem Älteren errichtet. Die Fassaden sind durch regelmäßige Fensterachsen, einfache Tür- und Fensterfaschen sowie Fenster mit oben gekehlten Laibungen gegliedert. An der zweiachsigen Giebelfassade befindet sich ein Rundbogenportal. Im Süden schließt der durch niedrige Mauer eingefriedete Widumsgarten an. | BDA-Hist.: Q38064763 Status: § 2a Stand der BDA-Liste: 2025-06-30 Name: Widum GstNr.: 119                                                          |
| ja   | Datei hochladen | Alte Schule HERIS-ID: 39048 Objekt-ID: 38753 TKK: 52960                                        | St. Peter 23 Standort KG: Ellbögen              | Das Schulhaus wurde 1525 erstmals urkundlich genannt, im 18. Jahrhundert überformt, 1825 für zwei Klassenzimmer und eine Lehrerwohnung umgebaut und 1981 nach Teilabbruch wieder aufgebaut. Das barocke, zweigeschoßige, gemauerte Gebäude über annähernd quadratischem Grundriss mit Satteldach ist durch Putzfaschen und regelmäßige Fensterachsen gegliedert und durch einen Mittelflurgrundriss giebelseitig erschlossen. | BDA-Hist.: Q37986678 Status: § 2a Stand der BDA-Liste: 2025-06-30 Name: Alte Schule GstNr.: .21                                                    |
| ja   | Datei hochladen | Kath. Pfarrkirche hl. Petrus mit Friedhof HERIS-ID: 94929 Objekt-ID: 110130 TKK: 16403, 115778 | neben St. Peter 23 Standort KG: Ellbögen        | Die gotische Kirche wurde 1472–1479 vom Meister Stefan von Matrei erbaut und in der zweiten Hälfte des 18. Jahrhunderts barockisiert. Der schlichte Bau mit dreijochigem Langhaus und leicht eingezogenem, dreiseitigem Chor weist an der Südseite einen wuchtigen Turm mit barocker Architekturmalerei und Zwiebelhelm auf. Im Eck zwischen Turm und Langhaus befindet sich die Totenkapelle, an der Nordseite ein gotisches Steinportal mit Steinmetzzeichen. Das Innere ist mit Pilastern, einer Stichkappentonne und Rokoko-Stuckaturen gegliedert. Die Deckenfresken von Leopold Puellacher von 1821 wurden 1887 von Heinrich Kluibenschedl im Stil der Nazarener übermalt. An den Wänden haben sich Reste von spätgotischen Malereien erhalten.                                                                             | BDA-Hist.: Q37765340 Status: § 2a Stand der BDA-Liste: 2025-06-30 Name: Kath. Pfarrkirche hl. Petrus mit Friedhof GstNr.: 123 Pfarrkirche Ellbögen |
| ja   | Datei hochladen | Ehem. Mesnerhaus, Weiselergütl HERIS-ID: 107489 Objekt-ID: 124829 TKK: 53003seit 2014          | St. Peter 32 Standort KG: Ellbögen              | Das schmale Gebäude direkt an der Straße wurde Anfang des 15. Jahrhunderts als Söllhaus errichtet und später als Mesnerhaus genutzt. Der gotische Kernbau wurde um 1410 errichtet, 1490 wurde er zur heutigen Form aufgestockt und mit einer Zwischendecke versehen. Um 1946 wurde der Stall erweitert. Der Unterbau bis zum ersten Obergeschoß ist gemauert, das zweite Obergeschoß wurde als Kantholzblockbau ausgeführt. Der Zugang erfolgt über eine Freitreppe an der straßenseitigen Traufseite. | BDA-Hist.: Q37810252 Status: Bescheid Stand der BDA-Liste: 2025-06-30 Name: Ehem. Mesnerhaus, Weiselergütl GstNr.: 171/3                           |
| ja   | Datei hochladen | Schutzhütte Meißnerhaus HERIS-ID: 100821 TKK: 52998seit 2021                                   | Viggar 141 Standort KG: Ellbögen                | → Hauptartikel : Meißner Haus f1 | BDA-Hist.: Q29015417 Status: Bescheid Stand der BDA-Liste: 2025-06-30 Name: Schutzhütte Meißnerhaus GstNr.: 669/2                                  |